# Bredestad

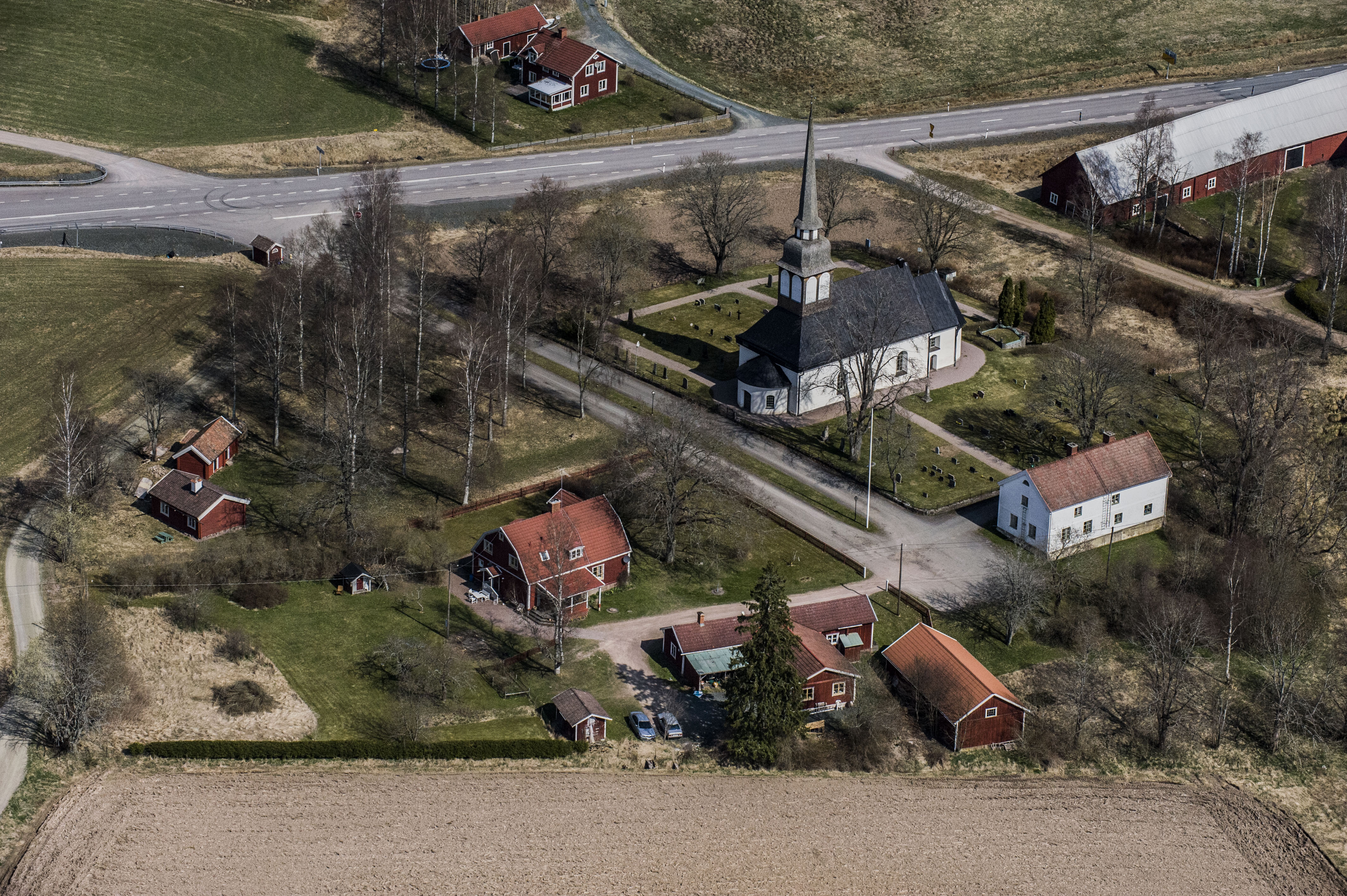
Bredestads kyrka

Bredestad är en ort i Aneby kommun i Jönköpings län, kyrkby i Bredestads socken, som ligger vid avtagsvägen från riksväg 32 strax sydost om Aneby vid avtagsvägen dit från riksväg 32.
I byn ligger Bredestads kyrka. Bredvid kyrkan ligger Bona Gästgivargård från 1750-talet.

## Personer med anknytning till orten
- Josephine Bauer, skådespelare
- Mats Svegfors, publicist